# Orthopora tomensis
Orthopora tomensis is een mosdiertjessoort uit de familie van de Rhabdomesidae. De wetenschappelijke naam van de soort is voor het eerst geldig gepubliceerd in 2007 door Tolokonnikova.